# Impatiens mackeyana
Impatiens mackeyana är en balsaminväxtart. Impatiens mackeyana ingår i släktet balsaminer, och familjen balsaminväxter.

## Underarter
Arten delas in i följande underarter:
- I. m. claeri
- I. m. zenkeri